# Peter Steiner

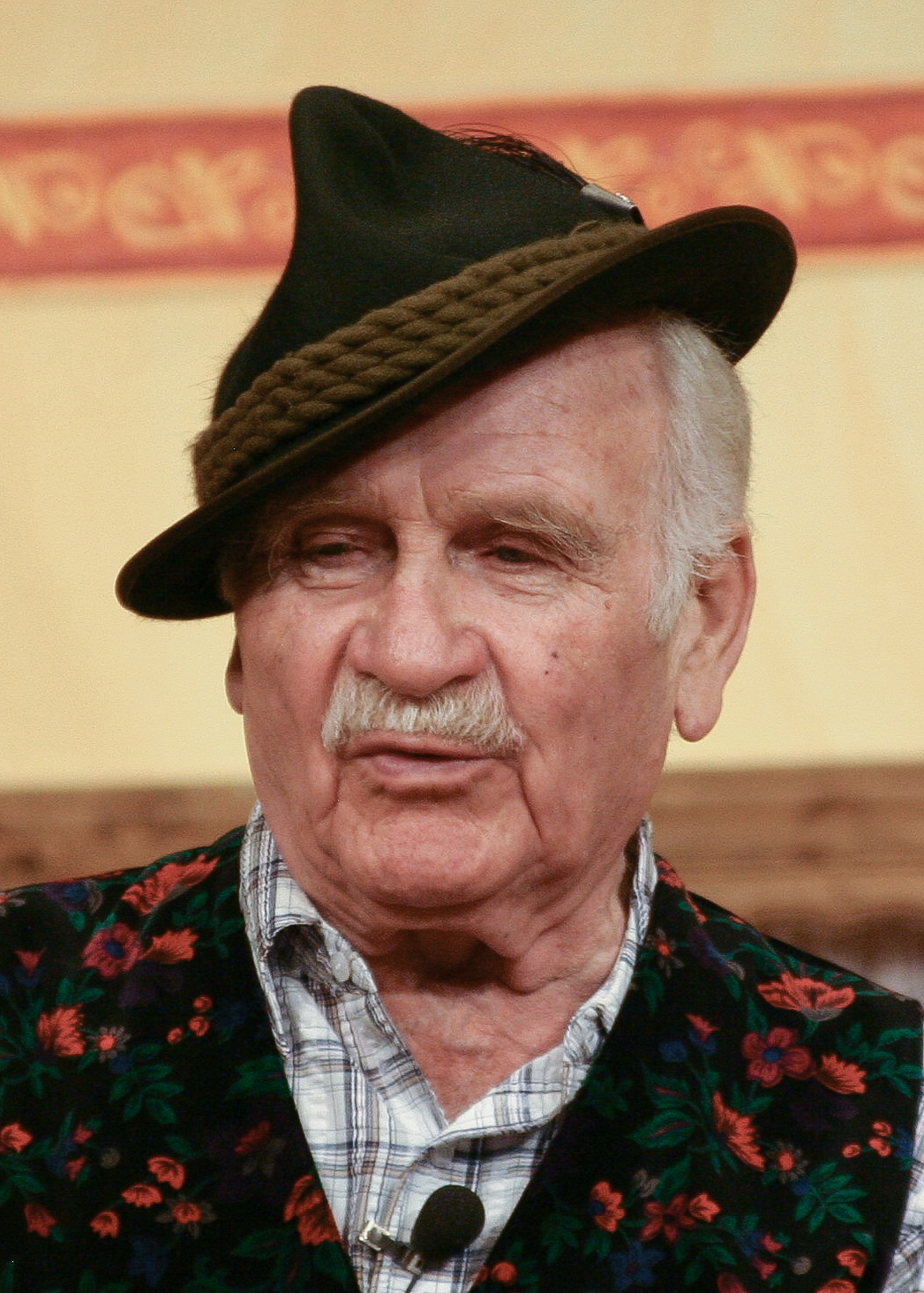
Peter Steiner in Peter Steiners Theaterstadl, 2007

Peter Steiner (* 6. September 1927 in München; † 22. Dezember 2008 ebenda) war ein deutscher Volksschauspieler.

## Leben

### Karriere
Peter Steiner wuchs in einer Münchner Künstlerfamilie auf. Seine Vorfahren waren aus Ungarn; der Vater, ein Kaufmann, spielte und sang ungarische Volksweisen, seine Mutter war Schauspielerin.
Peter Steiner begann seine Karriere nach dem Zweiten Weltkrieg. Während des Krieges war er zum Fronttheater abgestellt. Nach Kriegsende absolvierte er dann seine Ausbildung an der renommierten Münchner Otto-Falckenberg-Schule mit Auszeichnung. Ursprünglich hatte er nach Wunsch seiner Eltern den Beruf des Elektrikers erlernt. Danach schlug er sich als Kellner und Koch durch und arbeitete nach Feierabend als Spielleiter im Volkstheater Markenzeller, wo Erni Singerl und Weiß Ferdl ihre ersten Erfolge feierten.
Im Jahr 1943 wurde er dann für das Residenztheater engagiert, seit 1950 gehörte er zum Ensemble der bekannten Münchener Volksbühne Platzl. Dort trat er neben Weiß Ferdl, Michl Lang oder Erni Singerl auf.
Anfang der 1960er Jahre bekam Peter Steiner ersten Kontakt zum Fernsehen. Von da an trat er in vielen Fernsehproduktionen (u. a. Komödienstadel oder Königlich Bayerisches Amtsgericht) auf. Als Franz Marischka 1972 seinen in der bayerischen Bergwelt spielenden Erotikfilm Liebesgrüße aus der Lederhose plante, suchte er „nach einem typischen bayerischen Mannsbild, eben einen Saisongockel“. Nach einem Tipp von Elfie Pertramer entschied er sich für Peter Steiner, dessen Kinofilmrollen seither für ein Jahrzehnt auf den immer gleichen Charakter festgelegt waren.
1983 eröffnete Peter Steiner mit seiner zweiten Frau in München-Giesing „Peter Steiners Theaterstadl“, mit dem er schnell bundesweite Popularität erlangte. Dieser „Theater-Stadl“ hatte seinen Sitz in der Gaststätte Zur Freundschaft, die von Peter Steiner, seiner Frau und seiner Tochter Gerda betrieben wurde. 1985 übernahm Peter Steiners Tochter Gerda, die bereits seit ihrem 15. Lebensjahr mit ihrem Vater auf der Bühne stand und mit der er einige Alben aufnahm, die geschäftliche Leitung. Von 1993 bis 1997 war das gesamte Ensemble des Stadls in der Fernsehserie Zum Stanglwirt zu sehen.
1998 wurde das Stammhaus von „Peter Steiners Theaterstadl“ in München geschlossen. Seitdem war das Ensemble mit ständig wechselndem Programm auf weitläufigen Tourneen durch Deutschland, Österreich und die Schweiz unterwegs. Die Stücke sind vor allem auf leichte Unterhaltung angelegt und spielen meist im bäuerlichen Milieu Oberbayerns. Über 100 Stücke wurden seit 1990 für das Fernsehen aufgezeichnet, zu den bekanntesten gehören Die Lügenglocke und Sei net so dumm, Opa. Im Lauf seiner Theaterkarriere verfasste er selbst mehrere Stücke sowie auch die Liedtexte zu auf Schallplatte bzw. CD veröffentlichten Musikproduktionen.

### Privates
1953 wurde Steiners Tochter Gerda Steiner geboren, die er gemeinsam mit seiner ersten Frau Gerda Steiner-Paltzer hatte, 1960 kam ihr Sohn Peter Steiner junior zur Welt. 1965 heiratete Steiner seine zweite Frau Rosemarie, genannt Sissi, mit der er später zwei Töchter bekam. Mit seiner 23 Jahre jüngeren Bühnenpartnerin Marita Schlemmer hat er die 1968 geborene nichteheliche Tochter Martina.
Steiner starb am 22. Dezember 2008 im Alter von 81 Jahren an den Folgen eines Herzinfarkts, den er in seinem Haus in München erlitten hatte. Am 16. Januar 2009 wurde Peter Steiner auf dem alten Teil des Friedhofs München-Riem beerdigt. Sein Urnengrab befindet sich in Reihe 16.

## Filmografie (Auswahl)

### Kino
- 1973: Liebesgrüße aus der Lederhose
- 1974: Die Stoßburg – Wenn nachts die Keuschheitsgürtel klappern
- 1974: Liebesgrüße aus der Lederhose 2. Teil: Zwei Kumpel auf der Alm
- 1975: Champagner aus dem Knobelbecher
- 1977: Liebesgrüße aus der Lederhose 3: Sexexpress aus Oberbayern
- 1978: Liebesgrüße aus der Lederhose 4: Die versaute Hochzeitsnacht
- 1978: Liebesgrüße aus der Lederhose 5: Die Bruchpiloten vom Königssee
- 1978: Die neuen Abenteuer des Sanitätsgefreiten Neumann
- 1979: Zum Gasthof der spritzigen Mädchen
- 1979: Kohlpiesels Töchter
- 1980: Schulmädchen-Report 13. Teil: Vergiß beim Sex die Liebe nicht
- 1980: Der Kurpfuscher und seine fixen Töchter
- 1981: Intime Stunden auf der Schulbank
- 1981: Laß laufen, Kumpel
- 1982: Die liebestollen Lederhosen
- 1983: Flotte Biester auf der Schulbank

### Fernsehen
- 1968: Der Griller
- 1968: Der Holledauer Schimmel
- 1971: Der Komödienstadel: Der Ehestreik
- 1971: Königlich Bayerisches Amtsgericht (Folge 50 und 52)
- 1973: Ein unheimlich starker Abgang, Regie: Michael Verhoeven
- 1976: Der Komödienstadel: Die Generalprobe (Einakter)
- 1976: Zwickelbach & Co. (Fernsehserie, 2 Folgen)
- 1977: Der Wittiber (Fernsehfilm)
- 1977: Gefundenes Fressen
- 1979: Der Komödienstadel: Der Geisterbräu
- 1980: Der Komödienstadel: Der Strohwitwer
- 1981: Die Rumplhanni (Fernsehfilm)
- 1982: Die unsterblichen Methoden des Franz Josef Wanninger (Fernsehserie, Folge 100)
- 1984: Franz Xaver Brunnmayr (Fernsehserie, 2 Folgen)
- 1986: Schafkopfrennen (Fernsehserie, 1 Folge, Stimme)
- 1989, 1991: Löwengrube (Fernsehserie, Folge 08 und 15)
- 1993–1995: Zum Stanglwirt (Fernsehserie, 41 Folgen)
- 1986–2008: Peter Steiners Theaterstadl (104 Folgen)

## Moderationen
- 1992 bis 1994: Die Heimatmelodie & Heimatmelodie unterwegs (RTL)
- 1995 und 1996: Steiners Musikantenparade (SAT.1)
- 1996: Bei Steiners (Super RTL)
- 1997: Steiners Sketchparade (Super RTL)

## Hörfunk (Auswahl)
- 1979–1985: Die Grandauers und ihre Zeit
- 1971–1978: Der Komödienstadel (3 Hörspiele)

## Diskografie (Auswahl)
- 1975: Ein Münchner mit Herz
- 1992: Leit gibt’s
- 1993: Lachen macht das Leben schön
- 1994: Genau wie im richtigen Leben
- 1998: Heut’ wird g’feiert

## Auszeichnungen
- Krone der Volksmusik – Sparte „Beste Moderation“
- Das Goldene Kabel in Silber für „Peter Steiners Theaterstadl“
- Hermann-Loens-Preis in Bronze – Sparte „Moderation“